# 赫利博喬克河 (捷捷列夫河支流)
赫利博喬克河（烏克蘭語：Глибочок），是烏克蘭中部的河流，流經日托米爾州，屬於捷捷列夫河的支流，河道全長21公里，流域面積92.8平方公里。